# رشاد علیمی
رشاد محمد علیمی (عربی: رشاد محمد العلیمی؛ زاده ۱۵ ژانویه ۱۹۵۴) سیاستمدار یمنی است که در حال حاضر، از ۷ آوریل ۲۰۲۲، به عنوان رئیس شورای رهبری ریاست جمهوری فعالیت می‌کند.